# Barbara Walters
Barbara Jill Walters (Boston, Massachusetts, 1929. szeptember 25. – New York, 2022. december 30.) amerikai újságíró, szerző, televíziós személyiség. A Today, a The View, a 20/20 és az ABC Evening News műsorvezetője volt. 1951-től 2015-ig dolgozott. Utolsó nyilvános megjelenése 2016-ban volt.
Karrierje a Today című reggeli műsorban kezdődött a hatvanas években. Ahogy népszerűsége növekedett, egyre több adásidőt kapott, 1974-ben pedig a Today társ-műsorvezetője lett. 1979-től 2004-ig a 20/20 producere és egyik műsorvezetője volt. Ismertnek számít még az évente sugárzott Barbara Walters' 10 Most Fascinating People című különleges műsoráról is. Az összes amerikai elnökkel és First Lady-vel készített interjút.
A The View című talk-show készítője, producere és egyik műsorvezetője volt 1997-től 2014-ig. Ezután a 20/20 műsorvezetője volt, illetve az Investigation Discoveryn is vezetett dokumentumfilmeket. 2015-ben tűnt fel utoljára az ABC News műsorában.
1989-ben beiktatták a Television Hall of Fame-be, 2007-ben pedig megkapta csillagát a Hollywoodi Hírességek Sétányán.

## Élete
1929-ben született (bár egy interjú során azt állította, hogy 1931-ben született). Bostonban, Dena és Lou Walters gyermekeként. Szülei zsidó származásúak voltak.
A Lawrence School általános iskolába járt, de mivel a család többször költözött, több iskolában is tanult. A Birch Wathen School tanulójaként érettségizett 1947-ben, majd 1951-ben diplomázott a Sarah Lawrence College tanulójaként. Ezt követően New Yorkban keresett állást. Egy évig dolgozott egy kis reklámügynökségnél, majd a WNBC-nél kapott munkát. Az Ask the Camera című 15 perces gyerekműsor producere volt, majd Igor Cassini (Cholly Knickerbocker) műsorvezető számára kezdett gyártani műsorokat. Azonban kilépett a csatornától, mikor a főnöke azt akarta, hogy menjen hozzá, és harcolt a férfival, akivel Walters járt. Ezt követően a WPIX Eloise McElhone Show című műsorának volt a producere; azonban ez 1954-ben véget ért. A CBS The Morning Show-jának írója lett 1955-ben.
Pár évig a Tex McCrary Inc.-nél dolgozott, majd a Redbook magazin írója lett. 1961-ben csatlakozott a Today stábjához.

## Magánélete
Négy alkalommal ment férjhez. Első férje Robert Henry Katz volt, akivel 1955. június 20-án házasodott össze. Az egyik forrás szerint 11 hónap házasság után váltak el, míg a másik forrás szerint 1957-ben.
Második férje Lee Guber volt. 1963. december 8-án házasodtak össze, és 1976-ban váltak el. Egy lányuk született, Jacqueline Dena Guber.
Harmadik férje Merv Adelson volt. 1981-ben házasodtak össze, és 1984-ben váltak el. 1986-ban újra összeházasodtak, és 1992-ben újra elváltak.
Roy Cohnnal is járt a középiskolában.
Jó barátságban áll Tom Brokaw-val és Woody Allennel, illetve Joan Rivers-szel és a Fox News korábbi vezetőjével, Roger Ailes-szel is barátságban állt.
2013-ban elmondta: sajnálja, hogy nem lett több gyereke.

## Könyvei
- How to Talk with Practically Anybody about Practically Anything (June Callwooddal, 1970)[47]
- Audition: A Memoir (önéletrajz, 2008) ISBN 978-0-307266460[48]